# Mezzoldo
Mezzoldo (lombardul: Mezóld) település Olaszországban, Lombardia régióban, Bergamo megyében. Lakosainak száma 164 fő (2023. január 1.). Mezzoldo Piazzolo, Averara, Olmo al Brembo, Albaredo per San Marco, Piazzatorre, Tartano és Valleve községekkel határos.

## Népesség
A település lakossága az elmúlt években az alábbi módon változott:
| Lakosok száma | 168  | 161  | 164  |
|               | 2017 | 2018 | 2023 |